# Saison 2018 des Yankees de New York
La saison 2018 des Yankees de New York est la 118e saison en Ligue majeure de baseball pour cette franchise. 

## Saison régulière
La saison régulière de 162 matchs des Yankees débute le 29 mars par une visite aux Blue Jays de Toronto et se termine le 30 septembre suivant. Le match d'ouverture local au Yankee Stadium est programmé pour le 2 avril contre les Rays de Tampa Bay.

### Classement
| Ligue américaine division Est | V   | D   | %    | Diff. | Diff. (élim.) |
| ----------------------------- | --- | --- | ---- | ----- | ------------- |
| Red Sox de Boston             | 108 | 54  | ,667 | -     | -             |
| Yankees de New York           | 100 | 62  | ,617 | 8     | -             |
| Rays de Tampa Bay             | 90  | 72  | ,556 | 18    | -             |
| Blue Jays de Toronto          | 73  | 89  | ,451 | 35    | -             |
| Orioles de Baltimore          | 47  | 115 | ,290 | 61    | -             |